# Ponte General Dutra
A Ponte General Dutra foi construída pelo Juscelino Kubitschek, De 1954 a 1957. A obra foi realizada na atualmente chamada BR-101, Trecho Rio-Salvador. Esta situada na cidade de Campos dos Goytacazes, construída Sob o Rio Paraíba do Sul, no norte-Fluminense.
Por conta da força das águas do rio que subiram seis metros com as chuvas, em 24 de junho de 2007, houve uma inundação que fez um pilar da estrutura da ponte cair. A ponte foi implodida no dia 24 de Junho de 2007. E para que não haja acidente assim foi preciso modificar a estrutura como mudá-la para ponte em arco de tabuleiro intermediário de estrutura de aço revestida com concreto.
A nova ponte foi inaugurada em 2008. A liberação da ponte foi feita sem nenhum tipo de solenidade. O prefeito em exercício Roberto Henriques, disse que a liberação foi antecipada porque uma grande empreiteira que tem contrato com a prefeitura colaborou com o Departamento Nacional de Infra-estrutura de Transportes (Dnit) concluindo obras de acesso às cabeceiras.
O projeto da reforma da ponte colocou um grande arco metálico com nove tubos de cada lado para sustentar a estrutura de mil toneladas no lugar de dois dos pilares que cederam e que foram implodidos durante a reforma. O arco constituiu um apoio crítico à ponte e eliminou os pilares remanescentes no meio da estrutura, deixando passagem livre sobre a água. A fundação da ponte, mesmo nos pilares que não foram afetados, também foi toda refeita. A empresa que refez a obra na ponte foi a A. Gaspar Engenharia,